# Tombeau de l'antipape Jean XXIII
Le tombeau de l'antipape Jean XXIII est un tombeau en marbre et bronze dans lequel repose le corps de l'antipape Jean XXIII (Baldassarre Cossa, v. 1360–1419), créé par Donatello et Michelozzo pour le baptistère Saint-Jean, adjacent à la cathédrale Santa Maria del Fiore.

## Histoire
Il fut commandé par les exécuteurs testamentaires de Cossa après sa mort le 22 décembre 1419 et achevé durant les années 1420, le plaçant comme l'un des premiers monuments de la Renaissance à Florence.
Donatello et Michelozzo ont aussi réalisé ensemble le tombeau de Rinaldo Brancaccio (église Sant'Angelo a Nilo) et la chaire du dôme de Prato.

## Description
Le tombeau est posé sur un socle en marbre décoré de trois chérubins. Au-dessus, le retable en marbre révèle trois représentations féminines des vertus théologales (Espérance, Charité, Foi). Au-dessus quatre corbeaux décorés des armoiries papales et de la famille Cossa sur lesquels repose le sarcophage épigraphé décoré de deux génies funéraires. Au-dessus repose le cercueil, et Cossa reposant sur ce cercueil en habits de cardinal, avec une vierge à l'enfant derrière lui. Le haut du tombeau est en forme de dais ouvert.